# Tổng thầu xây dựng
Tổng thầu xây dựng là đơn vị, tổ chức ký kết hợp đồng trực tiếp với chủ đầu tư xây dựng công trình để nhận thầu toàn bộ một loại công việc hoặc toàn bộ công việc của dự án đầu tư xây dựng công trình.
Tổng thầu xây dựng bao gồm các hình thức chủ yếu sau:
- Tổng thầu thiết kế
- Tổng thầu thi công xây dựng công trình
- Tổng thầu thiết kế và thi công xây dựng công trình
- Tổng thầu thiết kế, cung cấp thiết bị công nghệ và thi công xây dựng công trình
- Tổng thầu lập dự án đầu tư xây dựng công trình và thiết kế, cung cấp thiết bị công nghệ và thi công xây dựng công trình.

## Trách nhiệm
Tổng thầu xây dựng có trách nhiệm với các phương tiện và biện pháp thi công được sử dụng, thực hiện trong quá trình thi công xây dựng công trình, có trách nhiệm cung cấp toàn bộ vật liệu, nhân công và mọi dịch vụ cần thiết. Để làm được việc này trong những hợp đồng có giá trị lớn, thông thường các tổng thầu sẽ ký tiếp hợp đồng nữa với các "nhà thầu phụ" để thực hiện công việc thi công chuyên ngành.

## Các khái niệm khác liên quan
Nhà thầu xây dựng là tổ chức, cá nhân có đủ năng lực hoạt động xây dựng, năng lực hành nghề xây dựng khi tham gia quan hệ hợp đồng trong hoạt động xây dựng. Có các loại nhà thầu xây dựng như:
Nhà thầu chính trong hoạt động xây dựng là nhà thầu ký kết hợp đồng nhận thầu trực tiếp với chủ đầu tư xây dựng công trình để thực hiện phần việc chính của một loại công việc của dự án đầu tư xây dựng công trình.
Nhà thầu phụ trong hoạt động xây dựng là nhà thầu ký kết hợp đồng với nhà thầu chính hoặc tổng thầu xây dựng để thực hiện một phần công việc của nhà thầu chính hoặc tổng thầu xây dựng.
Tổng thầu và nhà thầu phụ không phải là 1 do: tổng thầu chịu trách nhiệm về việc tham gia đấu thầu ký kết hợp đồng nếu được chấp nhận còn nhà thầu phụ chỉ ký kết hợp đồng với nhà thầu chính,tổng thầu để nhận một phần công việc nào đó và không phải chịu trách nhiệm về việc tham gia đấu thầu